# Pelargonie
Pelargonie (Pelargonium) er en slægt, som omfatter ca. 200 arter af stauder, sukkulenter og buske. Arterne hører hjemme i det sydlige Afrika, og de tåler både tørke og varme, men kun ganske let frost. De langstilkede blade sidder som regel spredt og har ofte lyse eller mørke mønstre. De oprette stængler bærer de regelmæssige blomster i endestillede halvskærme.
Varieteterne, der kendes under navnet "zonalegruppen", er i store træk udviklet fra Pelargonium zonale og Pelargonium inquinans, mens de vedbendbladede hovedsagelig stammer fra Pelargonium peltatum. De såkaldte franske pelargonier er tiltrukket ud fra Pelargonium cucullatum og Pelargonium grandiflorum. De duftende pelargonier kaldes for det meste "duftgeranier", og de stammer fra en lang række arter, men mest Pelargonium graveolens. Her omtales kun de arter og hybrider, der dyrkes i Danmark.
| Arter |

- Citrongeranie (Pelargonium crispum)
- Engelsk pelargonie (Pelargonium grandiflorum)
- Hængepelargonie (Pelargonium peltatum)
- Rosengeranie (Pelargonium graveolens)
- Tandpelargonie (Pelargonium denticulatum)

| Hybrider |

- Pelargonium zonale (Pelargonium x hortorum)
- Rubladet pelargonie (Pelargonium x asperum)

## Ekstern henvisning
- Dansk Pelargonie Selskab